# Frappe aérienne de Kafr Takharim
Guerre civile syrienne
Batailles
La frappe aérienne de Kafr Takharim est une frappe aérienne survenue le 26 octobre 2020 lorsque l'armée de l'air russe a ciblé un camp d'entraînement dirigé par Faylaq al-Cham, un groupe rebelle syrien soutenu par la Turquie, près de la ville de Kafr Takharim (en) située à environ 10 kilomètres de la frontière turque. Au moment de l'attaque, le camp contenait environ 180 personnes affiliées à Faylaq al-Cham, et l'attaque aérienne a tué plus de 78 combattants rebelles et en a blessé des dizaines d'autres.
Il s'agit de la pire violation depuis le cessez-le-feu russo-turc qui avait mis fin à l'offensive dans le nord ouest de la Syrie en mars 2020.